# Ла-Фажоль
Ла-Фажо́ль (фр. La Fajolle) — коммуна во Франции, находится в регионе Лангедок — Руссильон. Департамент коммуны — Од. Входит в состав кантона Белькер. Округ коммуны — Лиму.
Код INSEE коммуны — 11135.

## Население
Население коммуны на 2008 год составляло 14 человек.
| 1962 | 1968 | 1975 | 1982 | 1990 | 1999 | 2008 |
| ---- | ---- | ---- | ---- | ---- | ---- | ---- |
| 58   | 48   | 29   | 20   | 12   | 10   | 14   |

## Экономика
В 2007 году среди 8 человек в трудоспособном возрасте (15—64 лет) 5 были экономически активными, 3 — неактивными (показатель активности — 62,5 %, в 1999 году было 50,0 %). Из 5 активных работали 5 человек (3 мужчин и 2 женщины), безработных не было. Среди 3 неактивных 1 человек был учеником или студентом, 1 — пенсионером, 1 был неактивным по другим причинам.

## Достопримечательности
- Церковь Сент-Маделен (XIX век, колокол датируется 1763 годом)

## Фотогалерея

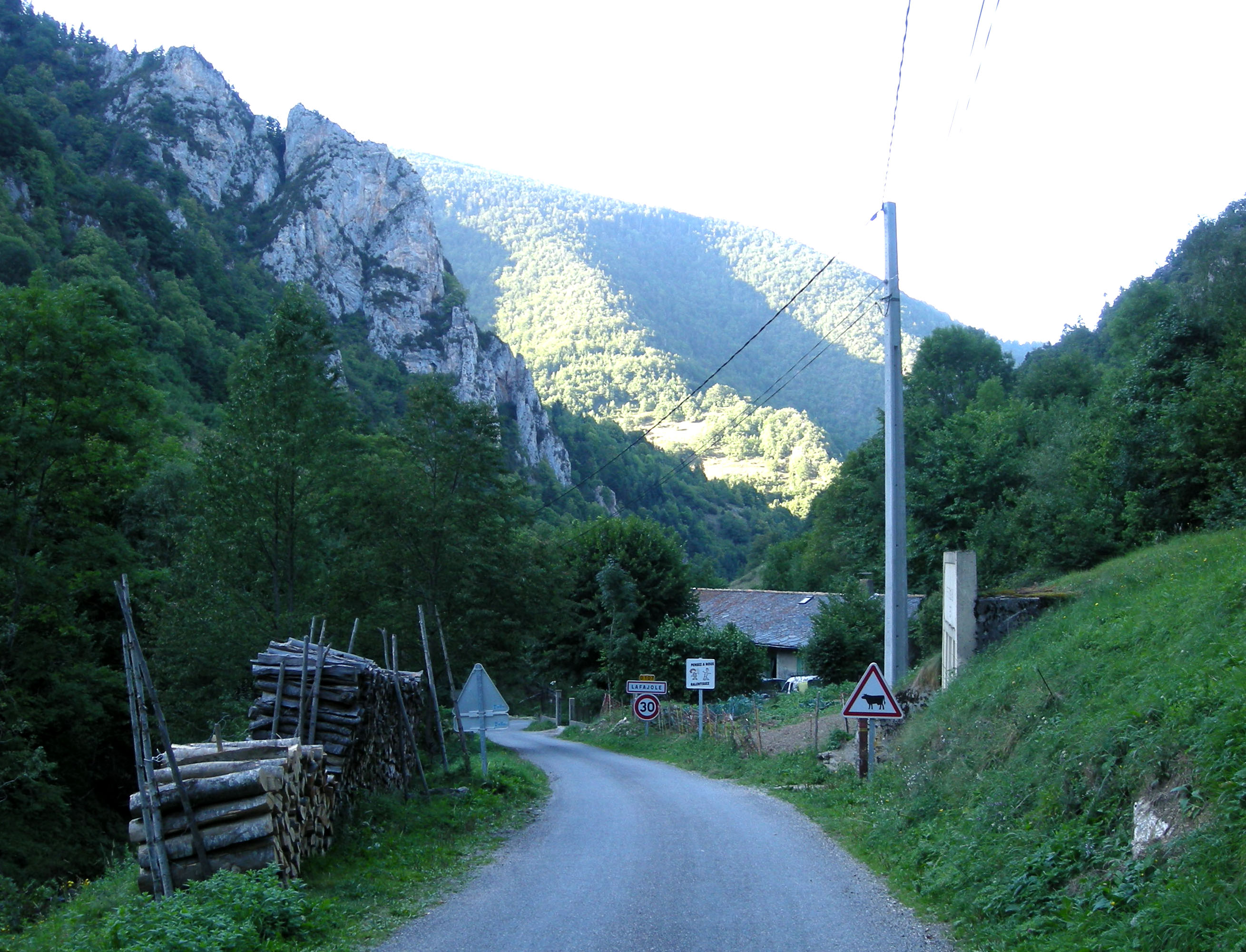
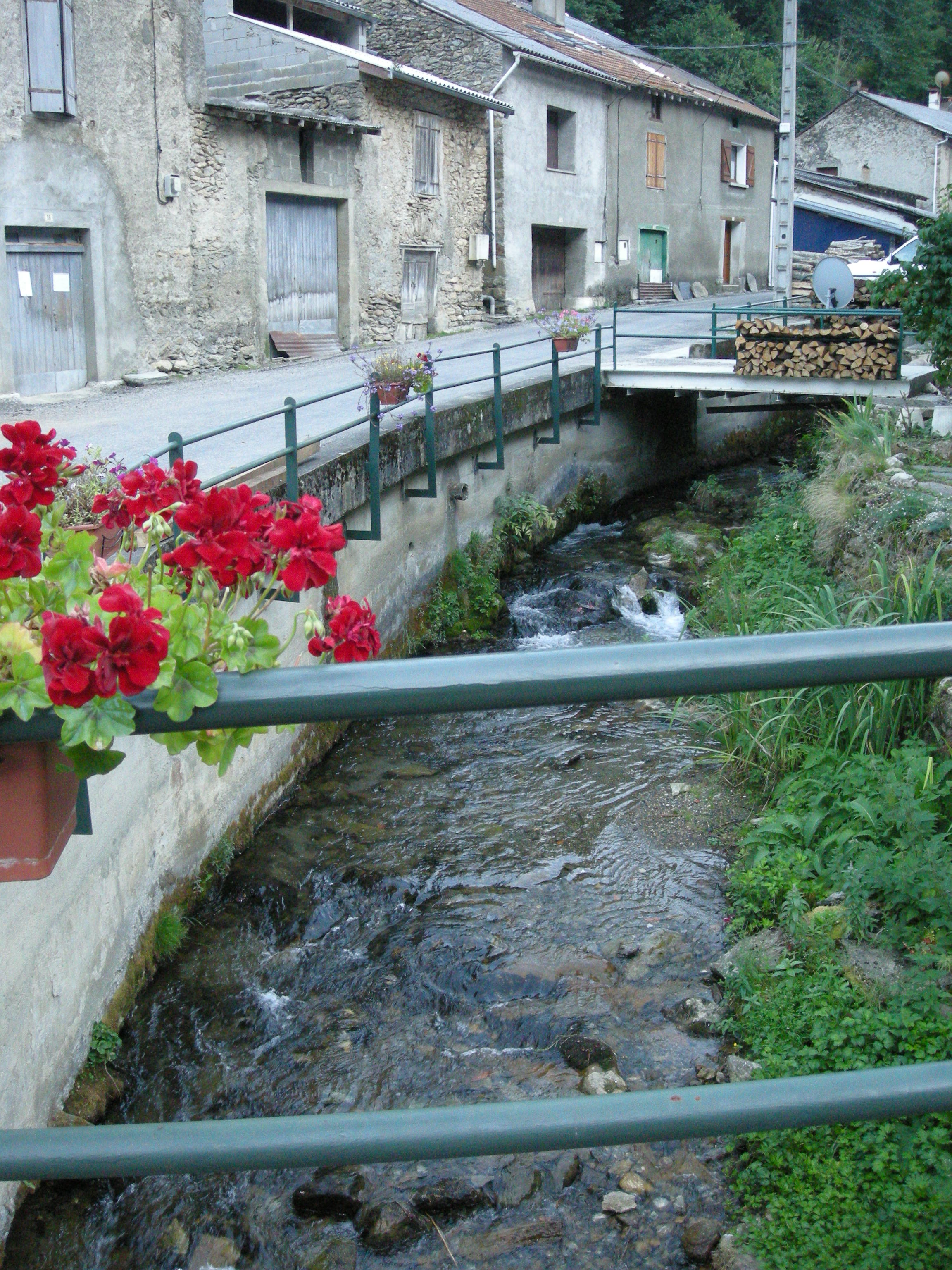